# Drei Meter über dem Himmel (Fernsehserie)
Drei Meter über dem Himmel (Originaltitel: Summertime) ist ein italienisches Serien-Drama, das von Cattleya produziert und deren erste von insgesamt drei Staffeln beim Streamingdienst Netflix am 29. April 2020 und zweite am 3. Juni 2021 veröffentlicht wurde. Die Veröffentlichung der finalen dritten Staffel erfolgte am 4. Mai 2022. In den Hauptrollen spielen Rebecca Coco Edogamhe, Ludovico Tersigni, Amanda Campana, Giovanni Maini und Andrea Lattanzi. In einer Kleinstadt an der Adria, Cesenatico, dreht sich alles um das Leben von Summer (Rebecca Coco Edogamhe). Die Serie wurde durch Drei Meter über dem Himmel von Federico Moccia inspiriert.

## Handlung
In der Kleinstadt Cesenatico an der italienischen Adriaküste leben Summer und Ale – zwei Jugendliche mit unterschiedlichen Lebensstilen. Summer ist eine sehr introvertierte Frau, sie hasst den Sommer und bewirbt sich auf eine Stelle im Grand Hotel Cesenatico, um ihre Mutter finanziell zu unterstützen, da ihr Vater als Jazzmusiker den Sommer über auf Tournee ist. Summer hat zwei beste Freunde, Sofia und Edo und eine jüngere Schwester namens Blue. Ale ist ein berühmter Motorradrennfahrer aus Rom. Nach einem lebensgefährlichen Sturz bei seinem Rennstall DÆCARA RACING legt er eine Wettkampfpause für den Sommer ein. Sein Vater ist sein größter Förderer und möchte, dass er nach dem Sommer wieder Rennen fährt. Ale hat jedoch sein Interesse am Rennsport verloren. Ales Mutter Laura ist die Managerin des Hotels, in dem Summer arbeitet, was ihr Ale jedoch zunächst verschweigt, denn er verliebt sich in Summer und versucht erfolgreich ihr Herz zu erobern.
Nachdem Ale für den Rennstall Barcino Racing nach Barcelona ging, steht die Entfernung der Beziehung zu Summer im Weg. Ale meldet sich nicht mehr und beginnt eine Beziehung mit seiner Teamkameradin Lola. Summer lässt sich nun auf eine Beziehung mit Edo ein. Ein Wiedersehen Anfang des neuen Sommers lässt die gegenseitige Zuneigung wieder aufflammen, was zum Ende Summers Beziehung zu Edo führt, deren Freundschaft nun ebenfalls kaputt ist.
Sofia verzichtet auf eine Urlaubsreise mit ihrer Partnerin Irene, mit der sie eine Fernbeziehung führt, da diese ihre Exfreundin und andere Mädels mitnehmen möchte. Beide versöhnen sich trotz der verpassten gemeinsamen Reise.
Dario arbeitet bei einem Lieferdienst und findet eine Methode, seinen Job zu nutzen, Frauen kennenzulernen, die er schnell wieder fallen lässt. Auf diese Weise lernt er die alleinerziehende Mutter des kleinen Davide kennen und möchte fest mit ihr zusammen sein. Die zugunsten ihres Sohnes vorsichtige Rita kann sich dies zunächst nicht vorstellen, gibt Dario jedoch später eine Chance.
Blue, die zunächst unglücklich in Edo verliebt ist und deren Eltern sich trennen, bleibt in der Schule sitzen, denn sie leidet unter dieser Situation. Im neuen Sommer lernt sie den umweltbewussten Alfredo kennen und beide verlieben sich ineinander.

## Besetzung
| Darsteller                                | Rolle                 | Synchronisation   | Staffel | Beschreibung |
| ----------------------------------------- | --------------------- | ----------------- | ------- | --- |
| Rebecca Coco Edogamhe                     | Summer Bennati        | Paulina Rümmelein | 1–3     | Introvertierte, ehrgeizige junge Frau, die den Sommer über lieber im Grand Hotel Cesenatico bzw. dem Restaurant Bagno Paradiso arbeitet, anstatt faul am Stand zu liegen. Lässt ein Stipendium in Paris sausen. Ist zunächst mit Ale und später mit Edo zusammen. Arbeitet später auch im Saian-Club, wo sie auf Luca trifft, mit dem sie einen One-Night-Stand hat. Bekommt aber weiterhin Ale nicht aus dem Kopf und ist an keiner festen Bindung interessiert. |
| Ludovico Tersigni                         | Alessandro „Ale“ Alba | Tobias Kern       | 1–3     | Ambizionierter junger Motorradrennfahrer, der zunächst von seinem überergeizigen Vater bei DÆCARA RACING trainiert wird, dann pausiert und später in das Team Barcino Racing nach Barcelona wechselt, wo er vorn mitfährt. Ein „Frauenheld“ der zunächst mit Maddalena und später mit Summer und dann mit seiner Teampartnerin Lola liiert ist, wobei ihm Summer und Lola den Kopf verdrehen. Nach Lolas überstandenen Unfallverletzungen arbeitet er mit ihr an ihrem Comeback, und kommt wieder mit ihr zusammen. Er ist Darios bester Freund. |
| Amanda Campana                            | Sofia                 | Zina Laus         | 1–3     | Steht auf Frauen, hat jedoch bei ihrer besten Freundin Summer keine Chance, da diese auf Männer steht. Lässt sich auf eine Affäre mit der Urlauberin Irene ein, woraus eine schwierige Fernbeziehung erwächst. Seit Sommer 2021 studiert sie Fotografie an der NABA in Mailand. Im nächsten Sommer trennen sich Sofia und Irene. Sofia ist zurückhaltender geworden und so auch nicht an Federica interessiert. Sie fokussiert sich voll auf eine Karriere als Fotografin. Wird von Jonas dazu überredet, zu ihm nach Perth (Australien) zu gehen. Beste Freundin von Dario. |
| Andrea Lattanzi                           | Dario                 | Felix Mayer       | 1–3     | Hat den Traum, Rennmechaniker seines besten Kumpels Ale zu werden. Gibt die „Schrauberei“ jedoch auf, da Ale nach Barcelona geht. Schreibt und komponiert Musik. Legt als DJ auf Partys auf. Zuerst sehr schüchtern, wird jedoch mit der Hilfe seiner besten Freundin Sofia und durch erste sexuelle Erfahrungen mit Martina zu einem selbstbewussten jungen Mann. So macht er der Mutter eines kleinen Jungen, Rita, den Hof und kann sie schließlich für sich gewinnen. Stefano stellt ihn im Saian-Club als DJ und Event-Manager ein. Stefano will jedoch nur den Club an ihn loswerden, da er seine Ex-Freundin Rita zurückerobern möchte. Dario und Stefano gehen getrennte Wege und seine Beziehung zu Rita übersteht die Krise. Daraufhin strebt Dario eine Selbstständigkeit mit eigenem Club an. |
| Giovanni Maini                            | Eduardo „Edo“ Regieri | Benjamin Weygand  | 1–3     | Arbeitet im Laden seines Vaters. Ist zunächst unglücklich in seine beste Freundin Summer verliebt. Stattdessen beginnt er eine Affäre mit der Urlauberin Giulia, die jedoch zuhause einen festen Freund hat. Er und Summer werden später doch zeitweise ein Paar. Er beendet jedoch die Beziehung. Ein weiterer Versuch mit Giulia, nachdem diese sich getrennt hat, hat schließlich Erfolg. Nach einem Jahr Fernbeziehung wollen beide nach Rotterdam ziehen und studieren, wobei Edo sein Architektur-Studium dort längst schmiss und niemandem davon und massiven Geldproblemen erzählte. Es kommt jedoch alles ans Licht und die beiden trennen sich. Edo kommt zurück nach Cesenatico. |
| Thony (Federica Victoria Johanna Caiozzo) | Isabella „Isa“        | Shandra Schadt    | 1–3     | Während ihr Mann Antony den Sommer über als Trompeter durch Italien tourt, zieht sie ihre Töchter Summer und Blue quasi allein groß. Die Beziehung droht jederzeit zu scheitern, wogegen sie jedoch am Ende vergeblich ankämpfen. Sie geht zur Abwechslung selbst als Sängerin auf Tour, woraufhin Summer ihre Stelle im Restaurant Bagno Paradiso übernimmt. Trotz Schwangerschaft, trennt sie sich von Antony. Unabhängig voneinander kümmern sich beide mit Hilfe ihrer Töchter um ihr Baby Theo. Isa wird zur besten Freundin von Rita. |
| Alicia Ann Edogamhe                       | Blue Bennati          | Laura Jenni       | 1–3     | Leidet unter den Schwierigkeiten ihrer Eltern und bleibt in der Schule sitzen. Sie ist unglücklich in den älteren Edo verliebt und trifft später auf Alfredo, mit dem sie die Strandverschmutzung zu bekämpfen versucht. Beide erleben erste erwiderte Gefühle füreinander. Die Fernbeziehung hält, jedoch geht sie im nächsten Sommer mit zu viel Nähe und unklaren Gefühlen für Viviana einher. Nachdem sich Blue unglücklich in Viviana verliebt, trennt sich Blue von Alfredo in Freundschaft. |
| Stefano Fregni                            | Piero                 |                   | 1–2     | Mechanickermeister bei dem Dario lebt und arbeitet. Unterstützt Ale und Dario im Bezug auf ihre Karrieren. (Nach regelmäßigen Auftritten in Staffel 1 hat er Gastauftritte in Staffel 2.) |
| Giuseppe Giacobazzi                       | Loris Regieri         |                   | 1–3     | Der alleinerziehende Vater von Edo betreibt einen Laden für Strandbedarf. Nachdem die Mutter seines Sohnes verstarb, schaut der aufgeschlossene Typ positiv in die Zukunft. Zunächst vorsichtig beginnt er eine neue Beziehung zu Wanda, die er dann jedoch spontan heiratet. In Unkenntnis über Edos abgebrochenes Studium in Rotterdam und dessen Geldnöte, finanziert er ihn ins Bodenlose. Loris ist darüber massiv erbost, beide versöhnen sich jedoch mit Hilfe von Wanda. |
| Eugenio Krauss                            | Bruno De Cara         | Pascal Breuer     | 1–2     | Besitzer von DÆCARA RACING, des ersten Racing-Teams von Ale, für das auch Jacopo fährt. Versucht erfolglos alles, Ale zum Fahren und zum Bleiben zu bewegen. |
| Maria Sole Mansutti                       | Laura Alba            | Ulla Wagener      | 1–3     | Mutter von Ale. Besitzt das Grand Hotel Cesenatico in dem Summer den Sommer über arbeitet. Nach einer Beziehungspause kommt sie wieder mit Ales Vater Maurizio zusammen. |
| Mario Sgueglia                            | Maurizio Alba         | Robert Dölle      | 1–3     | Sehr ehrgeiziger Vater von Ale der ihn und seinen Teampartner Jacopo bei DÆCARA RACING trainiert. Nachdem Ale das Team gewechselt hat, erkennt er, dass er zu viel Druck auf Ale ausübte und auch sich selbst zu viel Druck macht. Kommt daraufhin auch wieder mit Ales Mutter zusammen. Versucht weiterhin Ale zum Fahren zu überreden und versucht, ihm klar zu machen, dass er sein Leben wieder in die Hand zu nehmen hat, scheitert jedoch. Nimmt Lola für die neue Saison in sein Team auf. |
|                                           | Riccardo              |                   | 1       | Frisch getrennt von seiner Frau versucht er das gemeinsame Haus zu verkaufen. Er flirtet mit Isa, versucht jedoch vergebens, bei ihr zu landen. |
| Caterina Biasiol                          | Maddalena „Madda“     | Maresa Sedlmeir   | 1–2     | Enttäuschte Exfreundin von Ale, der es schwerfällt, loszulassen. Dario ist vergeblich an ihr interessiert. Sie kommt später mit Jacopo zusammen und wird zur guten Freundin von Ale. |
| Sara Mondello                             | Milena                |                   | 1–3     | Milena leitet das Grand Hotel Cesenatico von Ales Mutter. Später arbeitet sie auch im Saian. Interessiert sich zunächst für keine feste Bindung und hat wechselnde Männerbekanntschaften. Verliebt sich jedoch später unglücklich in Dario. Gute Freundin von Summer. |
| Beatrice Dellacasa                        | Martina               | Pia Amofa-Antwi   | 1       | Martina ist die beste Freundin von Maddalena. Sie verliebt sich in Dario, gibt Maddalena und Dario aber zunächst Vorrang. Maddalena gibt Dario jedoch einen Korb, der seinerseits mit Martina erste sexuelle Erfahrungen macht. |
| Amparo Piñero Guirao                      | Lola Ortega           | Karolina Nägele   | 2–3     | Ehrgeizige Teamkollegin von Ale im neuen Rennstall Barcino Racing in Barcelona. Ist auch die neue Freundin von Ale, konkurriert jedoch mit Summer. Hat einen schweren Unfall mit Jacopo, im Kampf um die Meisterschaft. Im nächsten Sommer wird sie aus einer schwierigen Reha entlassen, will jedoch ihr einzig wahres Ziel, wieder Rennen zu fahren, trotz schlechter Prognosen und anhaltender Schmerzen im Knie, nicht aufgeben. Sie gibt Ale gegenüber vor, wieder voll belastbar zu sein, um von ihm trainiert und mental auf die neue Rennsaison vorbereitet zu werden. Sie schafft es und kann Maurizio überzeugen, sie in seinem Team fahren zu lassen. Parallel gelingt es nach Schwierigkeiten ebenso, die Beziehung mit Ale wieder aufleben zu lassen.                                        |
| Giovanni Anzaldo                          | Jonas                 |                   | 2–3     | Arbeitet den Sommer über als Küchenchef im Restaurant Bagno Paradiso in der auch Isabella und später Summer arbeiten. Wird guter Freund von Summer, mit der er auch einen One-Night-Stand hat. Bis zum nächsten Jahr u. a. auf Kuba und in Perth (Australien), kommt er für den Sommer jedoch zurück nach Cesenatico und geht dann nach Perth zurück. Er lädt Sofia ein, zu ihm nach Perth zu gehen und sie nimmt den Vorschlag an. |
| Lucrezia Guidone                          | Rita                  |                   | 2–3     | Mutter des kleinen Jungen Davide, die eine Affäre mit Dario beginnt, jedoch wegen ihres Sohnes zunächst Bindungsängste hat, diese jedoch für eine feste Beziehung mit Dario über Bord wirft. Lässt sich im darauffolgenden Sommer, trotz gut laufender Beziehung mit Dario von ihrem Ex-Freund Stefano beeindrucken. Setzt die Beziehung jedoch nicht aufs Spiel, da sie erkennt, welches Glück sie und Davidino mit Dario haben. Beste Freundin von Isa. |
| Alberto Boubakar Malanchino               | Antony Bennati        |                   | 1–3     | Während Antony den Sommer über als Trompeter durch Italien tourt, zieht Isabella ihre gemeinsamen Töchter Summer und Blue quasi allein groß. Die Beziehung droht jederzeit zu scheitern, wogegen sie jedoch am Ende vergeblich ankämpfen, obwohl er auch mal den Sommer über zuhause bleibt. Trotz Schwangerschaft trennen sich er und Isa. Um ihren gemeinsamen Sohn Theo kümmern sich beide abwechselnd und mit Hilfe ihrer Töchter. An seiner Seite ist zudem im neuen Sommer eine neue Partnerin. |
| Marina Massironi                          | Wanda Regieri         |                   | 2–3     | Kommt mit Loris zusammen und heiratet ihn. Sie arbeitet mit ihm in dessen Strandgeschäft und zeigt sich Edo als angenehme Stiefmutter. Ist auch im Streit zwischen Edo und Loris eine große Stütze für beide. |
| Romina Colbasso                           | Giulia                |                   | 1–3     | Urlauberin die jährlich mit ihren Eltern in Cesenatico campt. Neben ihrem festen Freund geht sie einen Urlaubsflirt mit Edo ein, der sich mehr erhofft. Später kommt sie zurück nach Cesenatico, doch der Versuch einer festen Beziehung mit Edo scheitert zunächst, gelingt dann jedoch. Nach einem Jahr Fernbeziehung planen beide ein Studium und die gemeinsame Wohnung in Rotterdam. Edo sabotiert diese Pläne jedoch und es kommt zur Trennung. |
| Giulia Salvarani                          | Irene                 |                   | 1–2     | Urlaubsflirt von Sofia, der später zu einer Fernbeziehung erwächst, die jedoch auf wackligen Beinen steht. Im darauffolgenden Sommer gehen beide getrennte Wege. |
| Enrico Inserra                            | Jacopo Sandri         |                   | 1–2     | Ist zunächst Teammitglied von Ale in dessen Rennstall DÆCARA RACING und in dessen Schatten unterwegs. Nach dem Wechsel von Ale in das Team Barcino Racing aus Barcelona liefern sich beide ein Kopf-an-Kopf-Rennen um den Titel, wobei er zunächst erfolgreicher fährt, als Ale. Kommt mit Ales Exfreundin Maddalena zusammen. Er und Lola haben im Saisonfinale 2021 einen schweren Unfall. |
| Emilia Scarpati Fanetti                   | Federica Donaera      |                   | 3       | Starfotografin die Sofia, unter dem Vorwand sie als ihre Assistentin einzustellen, versucht, sie ins Bett zu bekommen. Sofia ist jedoch nur an einer Fotografinnen-Karriere interessiert und ihre Wege trennen sich. |
| Andrea Butera                             | Alfredo               |                   | 2–3     | Verbringt jede Minute damit, den Müll vom Strand einzusammeln. Lernt Blue kennen, die ihm hilft und beide erleben ihr erstes Liebesglück. Nachdem sich Blue im Sommer darauf zu sehr eingehängt fühlt und sich parallel in Viviana verliebt, trennen sich die beiden in Freundschaft. |
|                                           | Davide „Davidino“     |                   | 2–3     | Sohn von Rita. Ist von dem Freund seiner Mutter begeistert, muss jedoch, nach einem Jahr der Dreisamkeit, aus dessen beruflichen Gründen häufig auf seinen Ziehvater verzichten. |
| Ludovica Ciaschetti                       | Viviana               |                   | 3       | Sucht in einem Meeresforschungsseminar für Jugendliche Anschluss, um mit denen möglichst häufig Party machen zu können. Freundet sich mit Blue und Alfredo an. Ist nicht an einer Beziehung mit Blue interessiert und hat dann einen Freund. |
| Stefano Rossi Giordani                    | Stefano               |                   | 3       | Club-Besitzer des Saian und Ex-Freund von Rita. Stellt Dario als DJ und Eventmanager an, und will im später die Clubleitung komplett überlassen. Hintergedanke dessen, ist es jedoch, Rita zurückzuerobern, was ihm nicht gelingt und das Saian wird geschlossen. |
|                                           | Theo                  |                   | 3       | Neugeborener Sohn von Isa und Antony, die sich jedoch noch vor seiner Geburt getrennt haben, und sich nun abwechselnd und mit seinen Schwestern um ihn kümmern. |
|                                           | Katja                 |                   | 3       | Ex-Freundin von Luca. Mitglied der Band Foster Wallace, die diese jedoch vor einem Auftritt im Saian verlässt. |
| Cristiano Caccamo                         | Luca                  |                   | 3       | Ex-Freund von Katja. Mitglied der Band Foster Wallace, der nach deren Auflösung versucht Summer zu gemeinsamen Auftritten zu bewegen. Arbeitet im Saian außerdem als Tontechniker. One-Night-Stand von Summer. |
|                                           | Herbert               |                   | 3       | Gewährt Edo kurzfristig Unterschlupf in Rotterdam. Da Edo jedoch die Miete nicht aufbringen kann und Herbert immer wieder vertröstet wird, sendet er Edo Pakete mit seinen Sachen nach Cesenatico zurück. |

## Episodenliste

### Staffel 1
| Nummer | Titel                 | Regie              | Drehbuch                                                          | Länge  | Veröffentlichung |
| ------ | --------------------- | ------------------ | ----------------------------------------------------------------- | ------ | ---------------- |
| 01     | Ich hasse den Sommer  | Lorenzo Sportiello | Enrico Audenino, Mirko Cetrangolo, Francesco Lagi, Anita Rivaroli | 43 min | 29. April 2020   |
| 02     | Nur du und ich        | Lorenzo Sportiello | Enrico Audenino, Mirko Cetrangolo, Francesco Lagi, Anita Rivaroli | 43 min | 29. April 2020   |
| 03     | In der Nacht          | Lorenzo Sportiello | Enrico Audenino, Francesco Lagi, Sofia Assirelli                  | 36 min | 29. April 2020   |
| 04     | Nur ein bisschen Ruhe | Lorenzo Sportiello | Enrico Audenino, Daniela Delle, Francesco Lagi                    | 43 min | 29. April 2020   |
| 05     | Ohne dich             | Francesco Lagi     | Daniela Gambaro, Enrico Audenino, Francesco Lagi                  | 43 min | 29. April 2020   |
| 06     | Die Verbliebenen      | Francesco Lagi     | Vanessa Picciarelli, Enrico Audenino, Francesco Lagi              | 43 min | 29. April 2020   |
| 07     | Weine nicht           | Francesco Lagi     | Enrico Audenino, Daniela Gambaro, Francesco Lagi                  | 34 min | 29. April 2020   |
| 08     | Wieder Winter         | Francesco Lagi     | Enrico Audenino, Francesco Lagi, Vanessa Picciarelli              | 54 min | 29. April 2020   |

### Staffel 2
| Nummer | Titel   | Regie          | Drehbuch                                             | Länge  | Veröffentlichung |
| ------ | ------- | -------------- | ---------------------------------------------------- | ------ | ---------------- |
| 01     | Folge 1 | Francesco Lagi | Enrico Audenino, Francesco Lagi                      | 43 min | 3. Juni 2021     |
| 02     | Folge 2 | Francesco Lagi | Enrico Audenino, Francesco Lagi, Vanessa Picciarelli | 43 min | 3. Juni 2021     |
| 03     | Folge 3 | Francesco Lagi | Enrico Audenino, Daniela Gambaro, Francesco Lagi     | 43 min | 3. Juni 2021     |
| 04     | Folge 4 | Francesco Lagi | Enrico Audenino, Luca Giordano, Francesco Lagi       | 43 min | 3. Juni 2021     |
| 05     | Folge 5 | Marta Savina   | Enrico Audenino, Luca Giordano, Francesco Lagi       | 43 min | 3. Juni 2021     |
| 06     | Folge 6 | Marta Savina   | Enrico Audenino, Francesco Lagi, Vanessa Picciarelli | 43 min | 3. Juni 2021     |
| 07     | Folge 7 | Marta Savina   | Enrico Audenino, Daniela Gambaro, Francesco Lagi     | 43 min | 3. Juni 2021     |
| 08     | Folge 8 | Marta Savina   | Enrico Audenino, Luca Giordano, Francesco Lagi       | 43 min | 3. Juni 2021     |

### Staffel 3
| Nummer | Titel   | Regie            | Drehbuch | Länge  | Veröffentlichung |
| ------ | ------- | ---------------- | -------- | ------ | ---------------- |
| 01     | Folge 1 | Marta Savina     |          | 42 min | 4. Mai 2022      |
| 02     | Folge 2 | Marta Savina     |          | 42 min | 4. Mai 2022      |
| 03     | Folge 3 |                  |          | 42 min | 4. Mai 2022      |
| 04     | Folge 4 | Alessandro Tonda |          | 42 min | 4. Mai 2022      |
| 05     | Folge 5 | Marta Savina     |          | 42 min | 4. Mai 2022      |
| 06     | Folge 6 |                  |          | 42 min | 4. Mai 2022      |
| 07     | Folge 7 |                  |          | 42 min | 4. Mai 2022      |
| 08     | Folge 8 | Francesco Lagi   |          | 42 min | 4. Mai 2022      |

## Produktion

### Casting
Die komplette Besetzung der ersten Staffel bestand bis auf Ludovico Tersigni aus Erstdarstellern. Mehr als 2.000 Leute nahmen an Castings in Cesena, Cesenatico, Ravenna, und Rimini teil.

### Dreharbeiten
Die Dreharbeiten der ersten Staffel fanden in Ravenna, Cesenatico und Rom statt und sind am 5. September 2019 abgeschlossen worden.

### Veröffentlichung
Die komplette erste Staffel wurde am 29. April 2020 auf Netflix veröffentlicht.
Die zweite Staffel, die ebenfalls aus acht Episoden besteht, wurde am 3. Juni 2021 auf Netflix veröffentlicht.

## Musik
Für den Soundtrack war Giorgio Poi verantwortlich.

### Staffel 1
- 1. Frah Quintale – Missili
- 2. Francesca Michielin – Leoni
- 3. Mina – Il cielo nella stanza
- 4. Gemitaiz, Izi, Salmo – MAMMASTOMALE
- 5. Achille Lauro – Thoiry Remix
- 6. Coma_Cose – Mancarsi
- 7. Raphael Gualazzi – Summertime
- 8. Salmo – Estate dimmerda
- 9. Franco126 – San Siro
- 10. Franco126 feat. Tommaso Paradiso – Stanza singola
- 11. Frah Quintale – Gli occhi
- 12. Mèsa – La colpa
- 13. Mèsa – Oh Satellity
- 14. Clavdio – Cuore

### Staffel 2
- bnkr44, Erin, Piccolo, JxN – Aquiloni
- Mietta & Amedeo Minghi – Vattene amore
- The Temper Trap – Sweet Disposition
- Mina – Città vuota
- Equipe 84 – Io ho in mente te
- Nada – Amore disperato
- Caterina Caselli – Cento giorni
- Vampire Weekend – This Life
- Band of Horses – The Funeral

## Trivia
- Coco Rebecca Edogamhe (Summer Bennati) ist sowohl in der Serie als auch im richtigen Leben die Schwester von Alicia Ann Edogamhe (Blue Bennati).
- Das Popduo Coma_Cose hat in Staffel 1 Folge 6 mit dem Titel Mancarsi einen Cameo-Auftritt.
- bnkr44, Erin, Piccolo spielen mit JxN in Staffel 2, während der zweiten Folge, auf einer Party ihren Titel Aquiloni.
- Die Sängerin Ariete steuerte drei Titel zum Soundtrack der Serie bei. Diese sind 18 anni, L’ultima notte und Solo te, mit welchem sie in Staffel zwei zudem einen Cameo-Auftritt hat (am Ende der dritten Folge).[12]